# Karl Noa
Karl Noa (Waianae, ...) è un ex giocatore di football americano statunitense che ha giocato come linebacker.
Dopo aver giocato per la squadra universitaria degli Hawaii Rainbow Warriors ha firmato nel 2009 con i giapponesi Obic Seagulls.